# Karl-Heinz Smuda

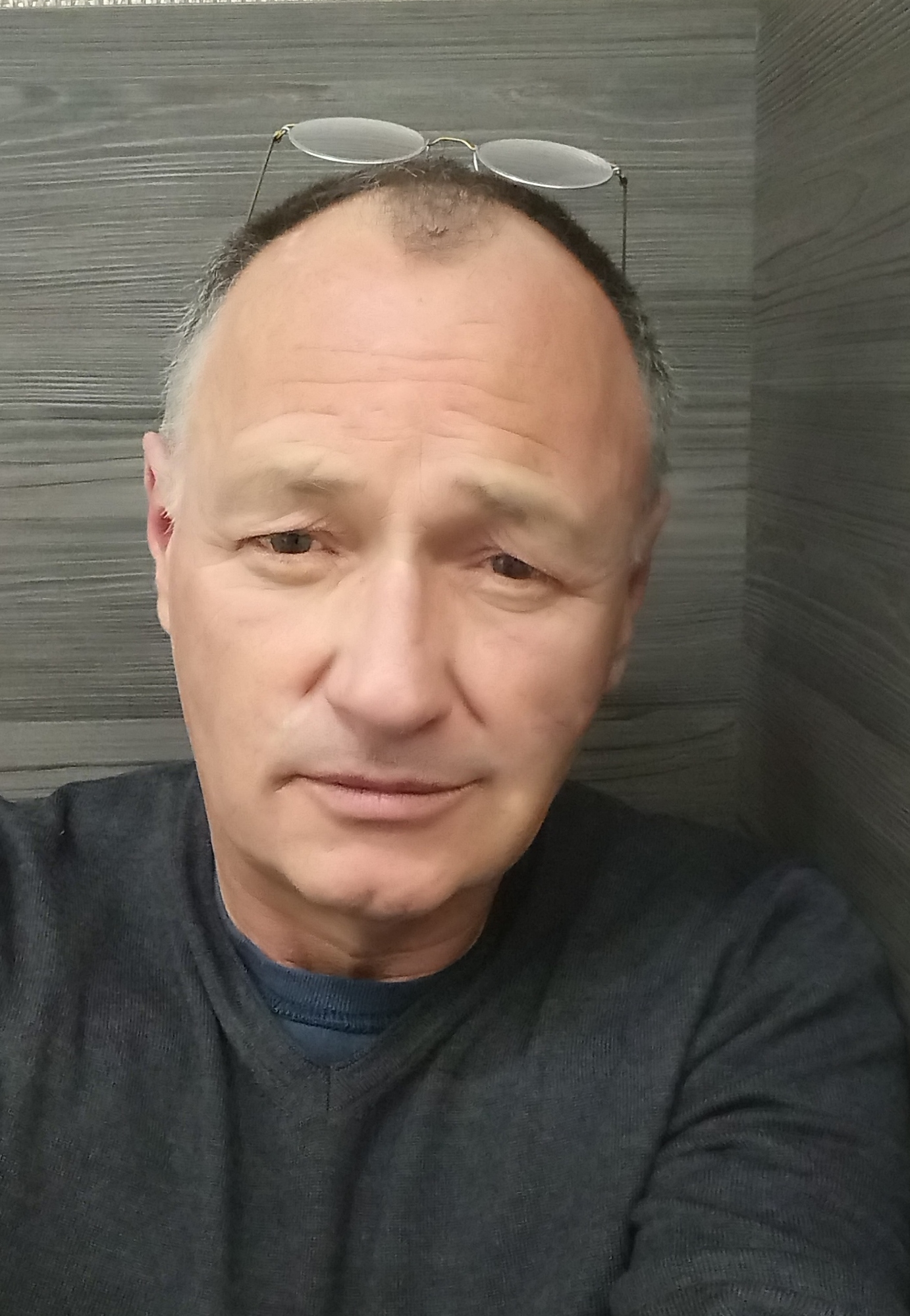
Karl-Heinz Smuda

Karl-Heinz Smuda (* 24. Januar 1961 in Eschweiler) ist ein deutscher Ghostwriter, Lektor und Verleger.

## Leben
Smuda begann 1976 als Autor und Moderator der WDR-/NDR-Kinderfunksendung Rotlicht und 1978 als Regionalkorrespondent für die Eurogio Aachen des Belgischen Rundfunks (BRF)
. 

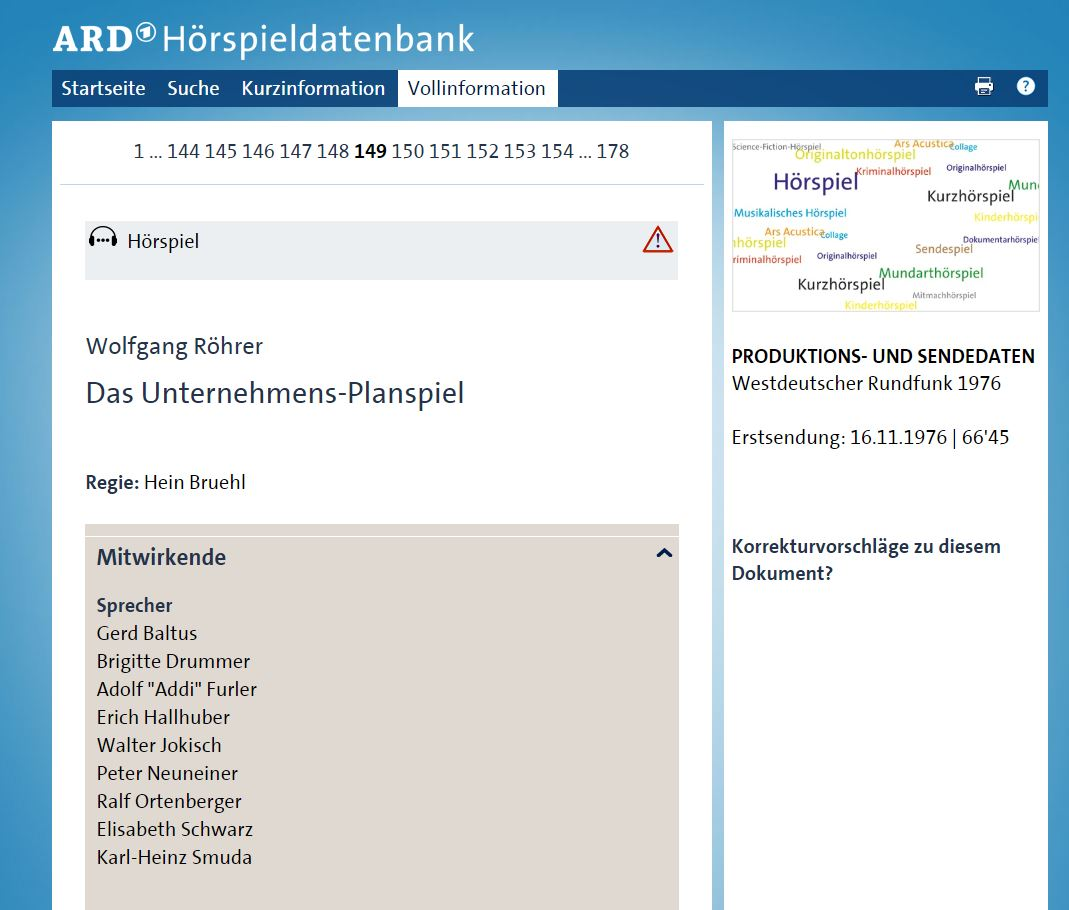
ARD-Datenbank Hörspiele: Karl-Heinz Smuda, 1976

Es folgte ein Auslandsaufenthalt als Redakteur der deutschsprachigen Abteilung von Radio Vatikan in Rom (1980/1982). Das erste Engagement im Hörfunk erfolgte als Sprecher im WDR-Hörspiel "Das Unternehmens-Planspiel" von Wolfgang Röhrer, Regie Hein Bruehl (Sendung: 16. November 1976, WDR 2).
Von 1983 bis 1987 erlernte Smuda bei Carl Ludwig Naumann (RWTH Aachen/Institut für Linguistik; Leibniz-Universität Hannover) professionelle Sprechtechniken für den Hörfunk und das Fernsehen. Zeitgleich neben dem ASTA-Vorsitz dort studierte Smuda u. a. Gesellschaftswissenschaften/Sozialwissenschaften und war von 1986 bis 1989 Lehrbeauftragter an der Bergischen Universität Wuppertal. Smuda arbeitete 1994 in der Medien- und Akzeptanzforschung im Medienreferat der Intendanz des Westdeutschen Rundfunks Köln (WDR), beteiligt unter anderem an der Einführung des ARD-/ZDF-Videotextes und der Akzeptanzanalyse vor der ersten Ausstrahlung der Sendereihe Lindenstraße (ARD) am 8. Dezember 1985.

## Journalistische Tätigkeiten
Nach dem Studium wirkte Smuda ab 1987 beim ZDF/3sat und beim Deutschlandfunk. Im November 1989 war er für die DLF-Abteilung „Wissenschaft und Bildung“ beim DDR-Außenministerium akkreditierter DLF-Reisekorrespondent in Leipzig, Reisekorrespondent des nationalen Hörfunks 1994 in Kroatien als akkreditierter journalistischer Begleiter von Papst Johannes Paul II. in Zagreb, Reisekorrespondent des DeutschlandRadios in Skopje/Mazedonien während des Kosovokrieges (1999) und Korrespondent während des UNO-Einsatzes (2000) in Dili/Osttimor und Darwin/Australien. Er war Stipendiat der Heinz-Kühn-Stiftung des Landes Nordrhein-Westfalen für die Arbeit beim Philippinischen Fernsehen in Manila (1991). Für die aktuelle Politik- und Umweltberichterstattung hat er als Autor und Reporter für die Hörfunk-Sender der ARD über den Ausbruch des Vulkans Mount Pinatubo aus Manila berichtet. Smuda war von 1991 bis 1994 in der Redaktion „Religion und Gesellschaft“ des Deutschlandfunks in Köln tätig. Von 1994 bis 1996 fielen seine Aufgaben in den Redaktionsbereich „Literatur und Kunst“ beim Deutschlandfunk. Dort bearbeitete er hauptsächlich zeitgeschichtliche Themen, so zum Beispiel den historischen Konflikt um die Autonomie Südtirols im Rahmen einer Europa-Reihe aus Bozen. Außerdem arbeitete er in Diskussionssendungen am Vormittag live im Deutschlandfunk an Themengebieten wie der „Beutekunst“ oder über die IM der Staatssicherheit  und deren Vergangenheitsbewältigung aus Neustrelitz/Mecklenburg-Vorpommern.
Bei DeutschlandRadio Berlin (heute: Deutschlandradio Kultur) arbeitete Smuda in den Jahren 1996/97 als Gesprächsleiter der politischen Diskussionssendung Wortwechsel und beim Deutschlandfunk von Journal am Vormittag – Forum Kultur (1993–1995). 1994 war er festangestellter Redakteur beim WDR in Köln (Wellenredaktion WDR 2), 1996 im Landesstudio Berlin des Deutschlandradio politischer Berichterstatter aus der deutschen Bundeshauptstadt. 1997 (bis 2003) wurde Smuda zum Korrespondenten/Studioleiter des DeutschlandRadios in Brandenburg berufen. Sein Schwerpunkt lag in der Landes-, Bundes- und Europapolitik.
Als Kandidat wurde Karl-Heinz Smuda im Jahr 2003 für die Position des Programmdirektors Hörfunk beim Rundfunk Berlin-Brandenburg (RBB) vorgeschlagen, hatte jedoch keine Aussichten auf eine Mehrheit im Rundfunkrat. Im selben Jahr lehnte er das Angebot des früheren Vorsitzenden Lothar Bisky, Sprecher der PDS, später Die Linke, zu werden, ab und wandte sich hauptberuflich dem Lektorat und Ghostwriting zu.
2005 wurde Smuda Sprecher des deutschen NATO-Kontingentes in Šiauliai (Litauen), Juli und im September 2005, zur Sicherung der EU-Außengrenze. Dabei war er für das internationale Krisenmanagement nach dem Absturz einer russischen Militärmaschine auf dem Territorium Litauens zuständig. Indessen hat Smuda weiter als Reporter und Autor (Politik) für das DeutschlandRadio in und aus Berlin und Kommentator für den Nachrichtensender N24 (Fernsehen) gearbeitet. Ab November 2003 war er zeitweilig mit dem Dienstgrad eines Majors (der Reserve) und Pressestabsoffiziers in der Pressestelle der 4. Luftwaffendivision in Aurich/Ostfriesland (Presse- und Öffentlichkeitsarbeit Bundeswehr Luftwaffe) tätig. Smuda ist seit Februar 2015 Oberstleutnant der Reserve/Pressestabsoffizier d.R.
Ausgebildet auch für den Einsatz in Krisenregionen wurde Smuda im Juni 2005 im fränkischen Hammelburg und an der Führungsakademie der Bundeswehr in Hamburg. Im Jahr 2007 war er Leiter der Presse- und Öffentlichkeitsarbeit im Kommando Operative Führung Luftstreitkräfte (NATO Units) in Kalkar/Niederrhein. Zu den Aufgaben des Journalisten gehörte die des Chefredakteurs und Konzeptentwicklers der zweisprachigen Tageszeitung Echo von Bundeswehr, NATO und EU im Mai 2006 für Leser aus 16 Nationen (ELITE 2006) auf dem Heuberg bei Balingen/Baden-Württemberg. Seine operative Arbeit für die Bundeswehr und NATO gab Smuda 2008 einstweilen auf. Für das Projekt e-NATO-education and training war Smuda von 2009 bis 2014 beim deutschen NATO-General Viereck als „personal advisor“ (Persönlicher Berater) in Norfolk/Virginia tätig.
Gemeinsam mit Karlheinz Viereck und dem Berliner Lektor Dirk Henze gründete Smuda im Jahr 2009 zunächst den Amici Verlag Berlin, der im Mai 2010 in Quadrum Publishing House Berlin/Norfolk umbenannt wurde. Das US-amerikanische Verlagsbüro befindet sich in Virginia Beach bei Norfolk, das deutsche Büro in Berlin-Wilmersdorf. Der Verlag produziert mit Kreativen aus Deutschland und aus den USA (Fotografen, Layoutern, Designern) Bücher für Unternehmen und Organisationen, jedoch nicht unmittelbar für den Buchhandel.

## Ehrungen und Auszeichnungen
- Stipendium der Heinz-Kühn-Stiftung der Staatskanzlei des Landes Nordrhein-Westfalen 1991 für die Arbeit als Redakteur beim Philippinischen Fernsehen/Kinderfernsehen in Manila
- EU-Einsatzmedaille, 2007 verliehen durch den EU-Außenbeauftragten Javier Solana
- Einsatzmedaille Bundesministerium der Verteidigung für die Tätigkeit als Pressesprecher von EUFOR RD CONGO in Kinshasa/Demokratische Republik Kongo